# S/S Siljan (1920)
Ångfartyget Siljan av Helsingborg ett svenskt handelsfartyg som torpederades av den tyska ubåten U 46 1940 i Atlanten; 9 man miste livet och 18 räddades.

## Historik
Siljan var byggd i England 1920 till skeppsredare J.W. Tatem i Cardiff och hette då Pilton. 1938 köptes hon till Sverige av skeppsredare H. Lundgren i Helsingborg och tillhörde sedan dess Rederi AB Sigyn under namnet Siljan. Befälet på Siljan fördes från första till sista resan av kapten Cronberg, som tidigare fört S/S Japan som sedermera torpederades den 4 maj 1941 utanför Västafrika.

## Torpederingen
Siljan, som gått utanför Skagerackspärren sedan april, var i september 1940 på resa från Cardiff till Lissabon. När Siljan den 26 september befann sig cirka 250 sjömil väster om Irland blev fartyget torpederat och sjönk. Besättningen gick i livbåtarna och kom lyckligt ifrån fartyget. Den fördelades med nio man i vardera tre livbåtar. Dessa förlorade senare kontakten med varandra. Befälhavarens livbåt nådde efter nio dygn in till Dingle på Irlands sydvästkust efter en strapatsrik resa, där särskilt  matrosen Oscar Rehn utmärkt sig varför han fick medaljen För mod och rådighet till sjöss under farofylld tid. Andre styrmans livbåt anträffades efter sex dygn av den franska fiskekuttern Auguste Maurice och kunde införas till fransk hamn. Den tredje livbåten med nio man ombord och under befäl av förste styrmannen avhördes ej.